# Chalcosyrphus azteca
Chalcosyrphus azteca är en tvåvingeart som först beskrevs av Charles Howard Curran 1941.  Chalcosyrphus azteca ingår i släktet mulmblomflugor, och familjen blomflugor.
Artens utbredningsområde är Honduras. Inga underarter finns listade i Catalogue of Life.